# Culex sursumptor
Culex sursumptor är en tvåvingeart som beskrevs av Dyar 1924. Culex sursumptor ingår i släktet Culex och familjen stickmyggor. Inga underarter finns listade i Catalogue of Life.